# 卡帕多西亚统治者列表
卡帕多西亚是希腊化时代安纳托利亚的一个古代王国，后来被古罗马吞并。这里列出它自脱离波斯帝国的直接控制以来的各代统治者。

## 波斯帝国的总督
- 达塔迈斯（英语：Datames），约前380年—前362年
- 阿里阿拉内斯一世（英语：Ariamnes），前362年—前350年
- 阿里阿拉特一世，前350年—前322年
- 阿里阿拉特二世，前301年—前280年
- 阿里阿拉內斯二世，前280年—前250年

## 卡帕多西亚国王
- 阿里阿拉特三世，前255年—前220年
- 阿里阿拉特四世，前220年—约前163年
- 阿里阿拉特五世，约前163年—前130年
- 阿里阿拉特六世，约前130年—前116年
- 阿里阿拉特七世，前116年—约前101年
- 阿里阿拉特八世（英语：Ariarathes VIII），前101年—前96年
- 阿里阿拉特九世（英语：Ariarathes IX），前95年
- 阿里奥巴尔赞一世（英语：Ariobarzanes I Philoromaios），前95年—前63年
- 阿里奥巴尔赞二世（英语：Ariobarzanes II Philopator），前63年—前51年
- 阿里奥巴尔赞三世（英语：Ariobarzanes III Eusebes Philadelphos），前51年—前42年
- 阿里阿拉特十世，前42年—前36年
- 阿尔刻拉奥斯，前36年—公元17年